# Synanthedon albicornis
Synanthedon albicornis is een vlinder uit de familie wespvlinders (Sesiidae), onderfamilie Sesiinae.
Synanthedon albicornis is voor het eerst wetenschappelijk beschreven door Edwards in 1881. De soort komt voor in het Nearctisch gebied.